# Oppervlaktegetrouwe azimutale projectie
De oppervlaktegetrouwe azimutale projectie of azimutale projectie van Lambert is een van de projecties die is bedacht door Johann H. Lambert.
Deze projectie is een speciaal geval van de (later ontwikkelde) projectie van Albers, waarbij beide standaardparallellen een punt op Aarde (vaak een van de beide polen) representeren, en de buitencirkel het tegenoverliggende punt.

## Formules
Stel R is de straal van de Aarde, en oppervlaktes zijn op de kaart {\displaystyle s^{2}} maal zo groot als op Aarde, dan is de straal op de kaart van de parallel op breedtegraad φ:
{\displaystyle \rho =2Rs\sin({\frac {\pi }{4}}-{\frac {\phi }{2}})}
De straal van de hele kaart is dus 2Rs.
De schaal in oostwestrichting is s/a en de noordzuidschaal as met
{\displaystyle a=\cos({\frac {\pi }{4}}-{\frac {\phi }{2}})}
Voor de noordpool, {\displaystyle \phi =\pi /2}, geldt a = 1.